# Cuesta Zomergem-Oedelem
De Cuesta Zomergem-Oedelem, ook Cuesta van het Meetjesland genaamd, is een relatief hoge heuvelrug in het Oost-Vlaamse Meetjesland, die verloopt van Zomergem via Oostwinkel en Kleit naar Oedelem.
Het betreft een reeks getuigenheuvels die een hoogte tot ongeveer 30 meter kunnen bereiken en een oude kustlijn markeren. Hoewel niet hoog, vormen ze een opvallend element in het verder vlakke landschap. Omdat de cuesta asymmetrisch is, is één der hellingen, de noordwesthelling in dit geval, betrekkelijk steil.
Doordat in deze heuvels veel tertiaire klei aanwezig is, werden zij nauwelijks geërodeerd. De kwartaire bovenlaag bedraagt maximaal een meter, en op sommige plaatsen dagzoomt de klei. De hoogste "toppen" worden gekenmerkt door het vóórkomen van silex en grind, welke nog moeilijker dan klei eroderen. Het hoogste punt is de zogenaamde Eeberg.

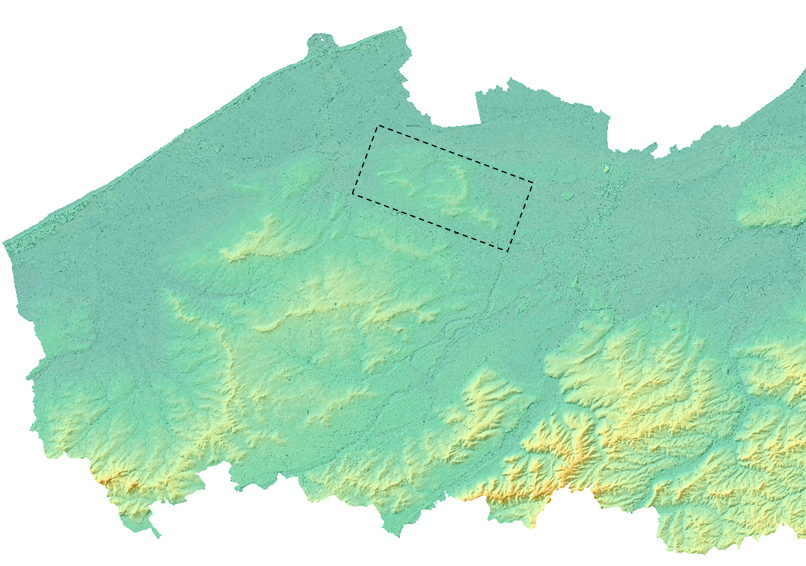
Ligging van de cuesta Zomergem-Oedelem in het westelijk deel van Vlaanderen. Bron: geopunt.be.